# Apristurus sinensis
Apristurus sinensis är en hajart som beskrevs av Chu och Hu 1981. Apristurus sinensis ingår i släktet Apristurus och familjen rödhajar. IUCN kategoriserar arten globalt som otillräckligt studerad. Inga underarter finns listade i Catalogue of Life.

## Bildgalleri

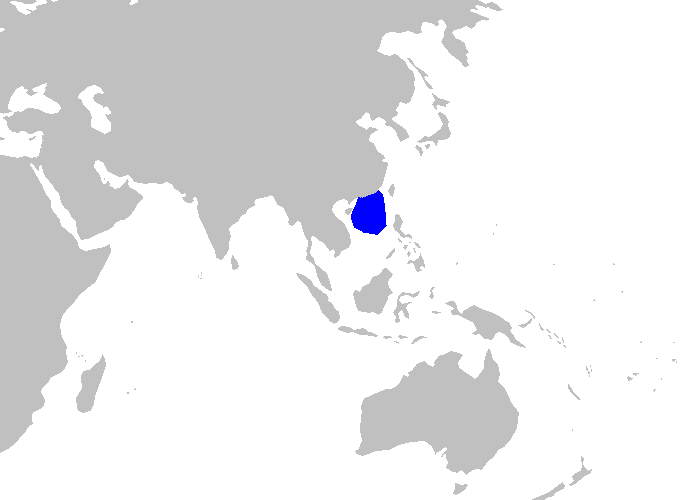